# 沢村真

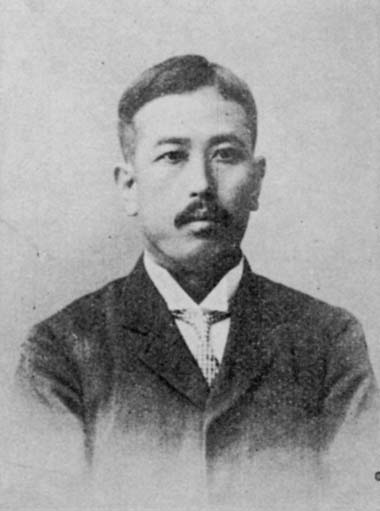
沢村真

沢村 真（さわむら ただし、旧字体：澤村 眞、慶応元年6月10日（1865年8月1日） - 昭和6年（1931年）1月4日）は、日本の農学者、文部官僚。農学博士。位階および勲等は従三位・勲三等。

## 経歴
熊本藩の家老で、後に男爵となった沢村家の一族の沢村有無の子として生まれる。1887年（明治20年）、東京農林学校を卒業。高知県農学校校長、石川県農学校校長、東京帝国大学農科大学助教授、文部省視学官を歴任。1910年（明治43年）から農芸化学研究のため欧州に留学した。1911年（明治44年）に帰国し、東京帝国大学農科大学教授に就任した。その後、文部省督学官や東京帝国大学農学部附属農業教員養成所主事を兼任した。1926年（大正15年）に退官し、名誉教授の称号を得た。
その他、農業教育研究会副会長・会長、大日本農会参事・理事・理事長・副会頭を歴任した。

## 著書
- 『肥料新論』（大日本図書、1895年）
- 『農業経済学』（興文社、1899年）
- 『農芸化学実験法』（興文社、1900年）
- 『農用細菌学』（興文社、1901年）
- 『農業経済学』（博文館、1901年） 横井時敬と共著
- 『新編動物化学』（成美堂、1903年）
- 『蚕児軟化病之研究』（明文堂、1903年） 山崎徳吉と共著
- 『新細菌学』（興文社、1904年）
- 『蚕生理化学』（明文堂、1905年）
- 『牛乳論』（興文社、1908年）
- 『製茶論』 （青木嵩山堂、1909年）
- 『食物及料理の研究』（成美堂書店、1910年）
- 『独逸の農業教育』（成美堂書店、1911年）
- 『農産製造原論原論』（興文社、1912年）
- 『土壌原論』（興文社、1912年）
- 『家畜飼養学』（成美堂書店、1914年）
- 『食物』（家事文庫刊行会、1916年）
- 『食物教本』（興文社、1917年）
- 『農業学校の組織及経営』（弘道館、1917年）
- 『食物化学』（成美堂書店、1917年）
- 『食物の経済』（成美堂書店、1918年）
- 『人生と食物』（止善堂書店、1919年）
- 『農村教育と生活問題』（止善堂書店、1919年）
- 『科学世界 飲食物の話』（中文館書店、1920年）
- 『食物化学』（成美堂書店、1921年）
- 『家畜飼養学』（成美堂書店、1922年）
- 『栄養と食物』（成美堂書店、1925年）
- 『農産製造学』（成美堂書店、1925年）
- 『製茶化学』（大日本農会、1926年）
- 『営養学』（成美堂書店、1929年）